# Pauliine Koskelo

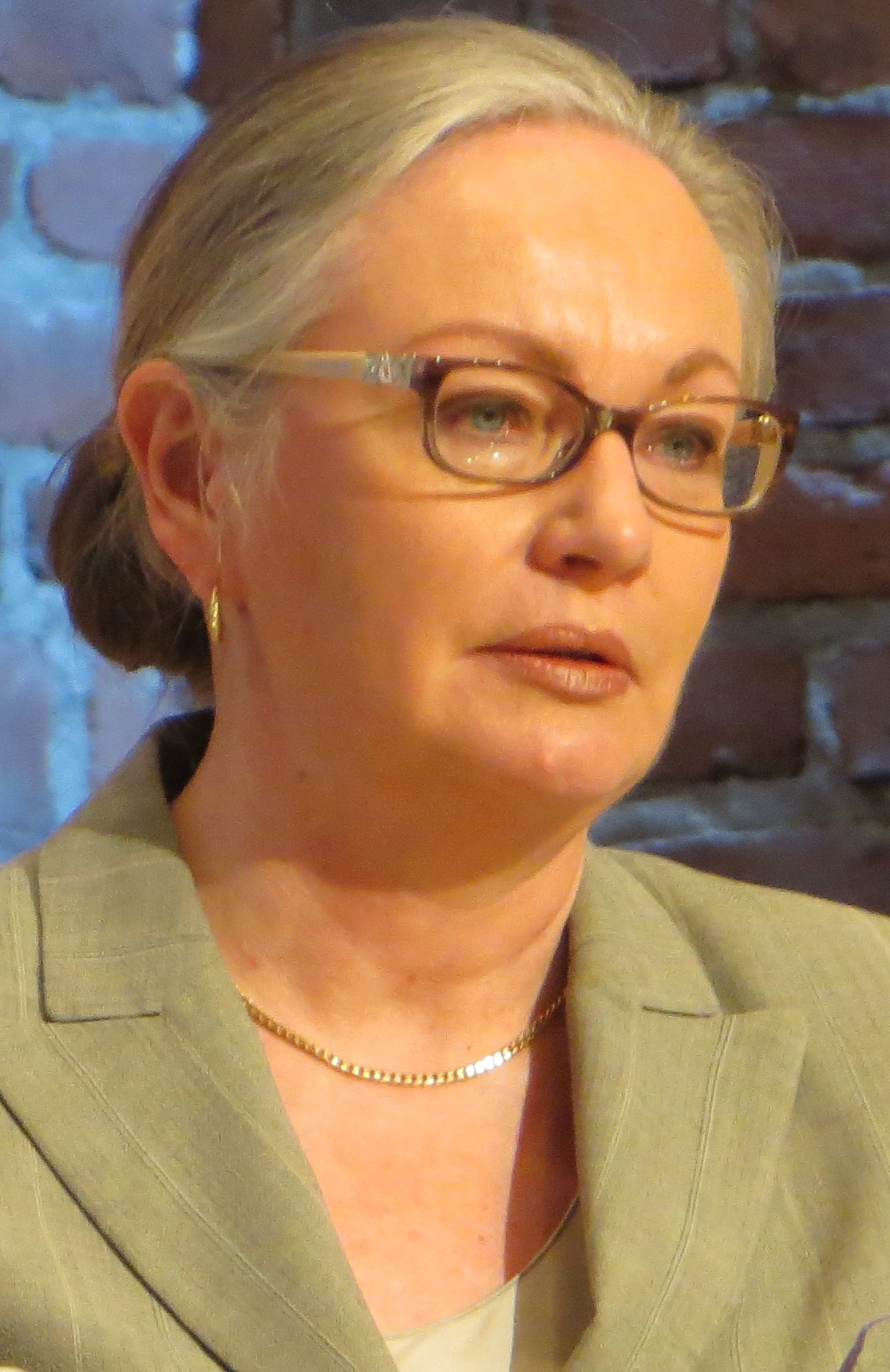
Koskelo 2015

Pauliine Koskelo (* 22. Juni 1956 in Salo) ist eine finnische Juristin und ehemalige Richterin am Europäischen Gerichtshof für Menschenrechte.

## Leben und Wirken
Nach dem Studium der Rechtswissenschaften erwarb Koskelo 1979 an der Universität Helsinki den Titel Master of Laws. Im Anschluss daran arbeitete sie von 1980 bis 1995 in verschiedenen Positionen für das finnische Justizministerium. Von 1995 bis 2000 war sie in verschiedenen Ämtern, zuletzt als Co-Direktorin bei der Europäischen Investitionsbank in Luxemburg tätig. 2000 kehrte sie als Richterin des Obersten finnischen Gerichtshofes in ihre Heimat zurück. 2006 wurde sie zu dessen Präsidentin gewählt. Seit 2008 ist sie zudem Mitglied im Verwaltungsrat der Europäischen Rechtsakademie, von 2011 bis 2016 war sie dessen Präsidentin. Zudem gehörte sie mehreren beratenden Gesetzgebungsgremien des finnischen Justizministeriums an. Im April 2015 wurde sie als Nachfolgerin von Päivi Hirvelä als Vertreterin Finnlands zur Richterin am Europäischen Gerichtshof für Menschenrechte gewählt. Sie trat ihre neunjährige Amtszeit am 1. Januar 2016 an. Mit Jahresende 2024 schied sie turnusgemäß aus dem Amt; ihr Nachfolger wurde Juha Lavapuro.

## Ehrungen
- Dr. oec. h. c. der Handelshochschule Helsinki (2009)
- Dr. iur. h. c. der Universität Helsinki (2010)
- Dr. iur. h. c. der Universität Turku (2015)

## Schriften (Auswahl)
- Avioerot ja niihin vaikuttaneet tekijät 1930–1977 (Masterarbeit, 1979)
- Yrityssaneeraus (1994)
- Henkilökohtainen velkavastuu ja insolvenssimenettely (2004)